# Chorodna celaenosticta
Chorodna celaenosticta är en fjärilsart som beskrevs av Louis Beethoven Prout 1928. Chorodna celaenosticta ingår i släktet Chorodna och familjen mätare. Inga underarter finns listade i Catalogue of Life.